# Andreas Voglsammer
 (août 2025).
Andreas Voglsammer, né le 9 janvier 1992 à Rosenheim, est un footballeur allemand qui joue au poste d'attaquant au Hanovre 96.

## Biographie

### En club
En janvier 2015, il rejoint le 1. FC Heidenheim.
Le 12 août 2022, il rejoint Millwall FC.